# Esdoornknobbelmijt
Esdoornknobbelmijt (Aceria cephalonea) is een dier dat rode bobbeltjes (gallen) veroorzaakt op de bladeren van de esdoorn (Acer). Meestal ontwikkelt zich een groep puistjes met een felrode kleur aan de bovenzijde van het blad. De gal heeft een hoogte van minder dan 3 mm. De opening bevindt zich aan de onderzijde. Die opening wijkt een beetje terug en is afgedekt met eencellige haren. 

## Waardplanten
Deze soort komt voor op de gewone esdoorn (Acer pseudoplatanus) en zelden op de Noorse esdoorn (Acer platanoides).